# Maliuc (gmina)
Maliuc – gmina w Rumunii, w okręgu Tulcza. Obejmuje miejscowości Gorgova, Ilganii de Sus, Maliuc, Partizani i Vulturu. W 2011 roku liczyła 856 mieszkańców. 